# Ludwig Carl von Hohenlohe-Waldenburg-Bartenstein
Ludwig Carl Franz Philipp Leopold von Hohenlohe-Bartenstein, II principe di Hohenlohe-Bartenstein (Siegen, 15 novembre 1731 – Kleinheubach, 14 giugno 1799), è stato un principe e mecenate tedesco.

## Biografia

### I primi anni
Ludwig Carl era figlio del principe Karl Philipp Franz von Hohenlohe-Bartenstein e di sua moglie, la principessa Sofia Maria d'Assia-Homburg. Uno dei suoi fratelli fu il principe-vescovo di Breslavia, Joseph Christian Franz zu Hohenlohe-Waldenburg-Bartenstein (1740–1817). Crebbe con suo padre a Schillingsfürst e solo nel 1762 si trasferì a Bartenstein per meglio occuparsi dei possedimenti paterni che vennero ristrutturati dall'architetto italiano Andrea Gallasini. Nel 1763, alla morte del padre, divenne principe di Hohenlohe-Bartenstein, fondando nel 1779 una scuola elementare cattolica a Untergröningen.

### Mecenatismo e cultura

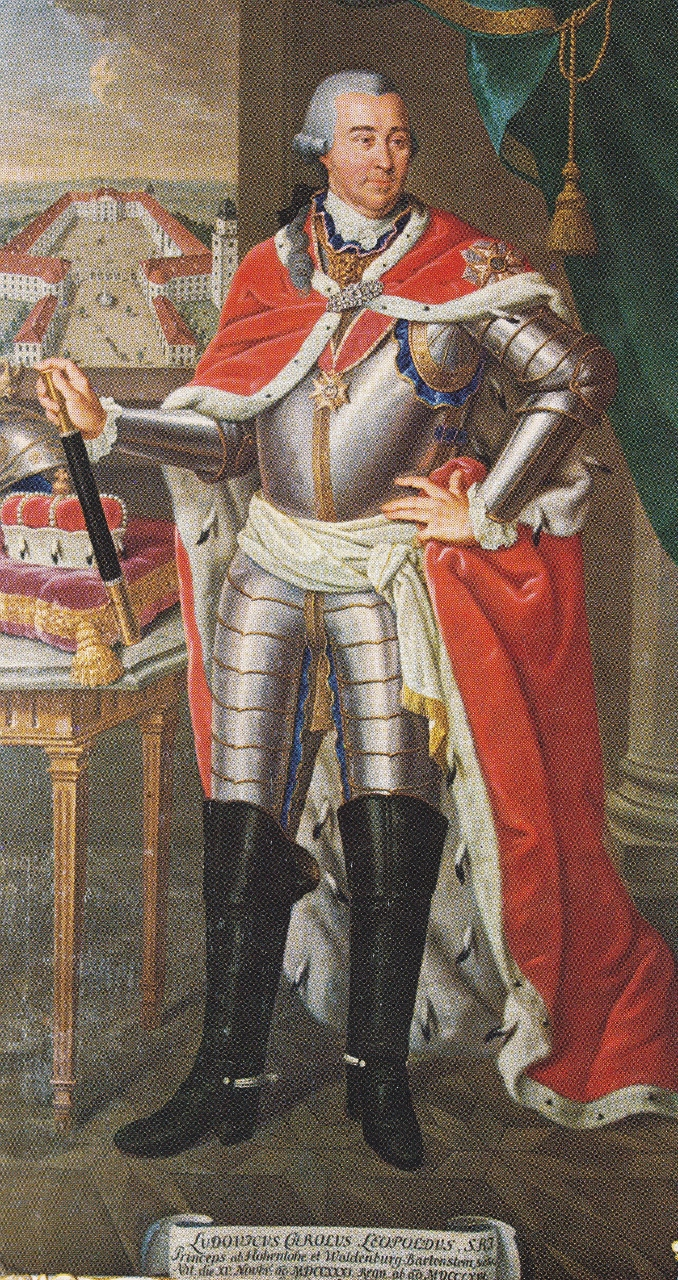
Ludwig Carl von Hohenlohe-Waldenburg-Bartenstein in un ritratto del 1780

Durante il suo regno, Bartenstein divenne un centro culturale, politico ed economico nell'Hohenlohe nord-orientale. Oltre a curare il restauro del castello di Bartenstein, diminuì la grandezza del parco per concedere nuove aree d'abitazione agli abitanti locali. Venne così costruita la Schlossstrasse, destinata ad accogliere maestosi edifici residenziali per i più alti funzionari di corte.
Ludwig Carl von Hohenlohe-Bartenstein fu un mecenate delle arti. Amante della musica, mantenne una propria orchestra di corte nella quale lavorarono direttori come Ignaz von Beecke, Franz Christoph Neubauer e Johann Evangelist Brandl (quest'ultimo divenne in seguito direttore musicale di corte del principe-vescovo di Spira, Damian August Philipp Karl von Limburg-Stirum). Venivano organizzati due concerti pubblici a settimana, e nell'orchestra accanto a professionisti si esibivano membri della casa reale e comuni cittadini che si fossero dimostrati meritevoli. Nella rappresentazione de Il flauto magico di Mozart, il principe ereditario Ludwig Alois interpretò il ruolo di Tamino, la figlia di un cameriere assunse il ruolo di Pamina e un consigliere privato interpretò Papageno. Le esibizioni teatrali si svolgevano nella Komödienhaus che venne costruita a partire dal 1765.
La città fu ampliata progressivamente sino al 1780, giungendo a superare i 1 000 abitanti tassabili. Vi si tenevano due mercati settimanali e una volta all'anno una fiera con oltre 100 commercianti. L'economia era particolarmente florida e la popolazione ne beneficiava notevolmente; in occasione di grave siccità nel 1766  il principe concesse un vasto vigneto a 29 agricoltori locali perché vi coltivassero patate per sfamarsi.

### Gli anni della Rivoluzione Francese

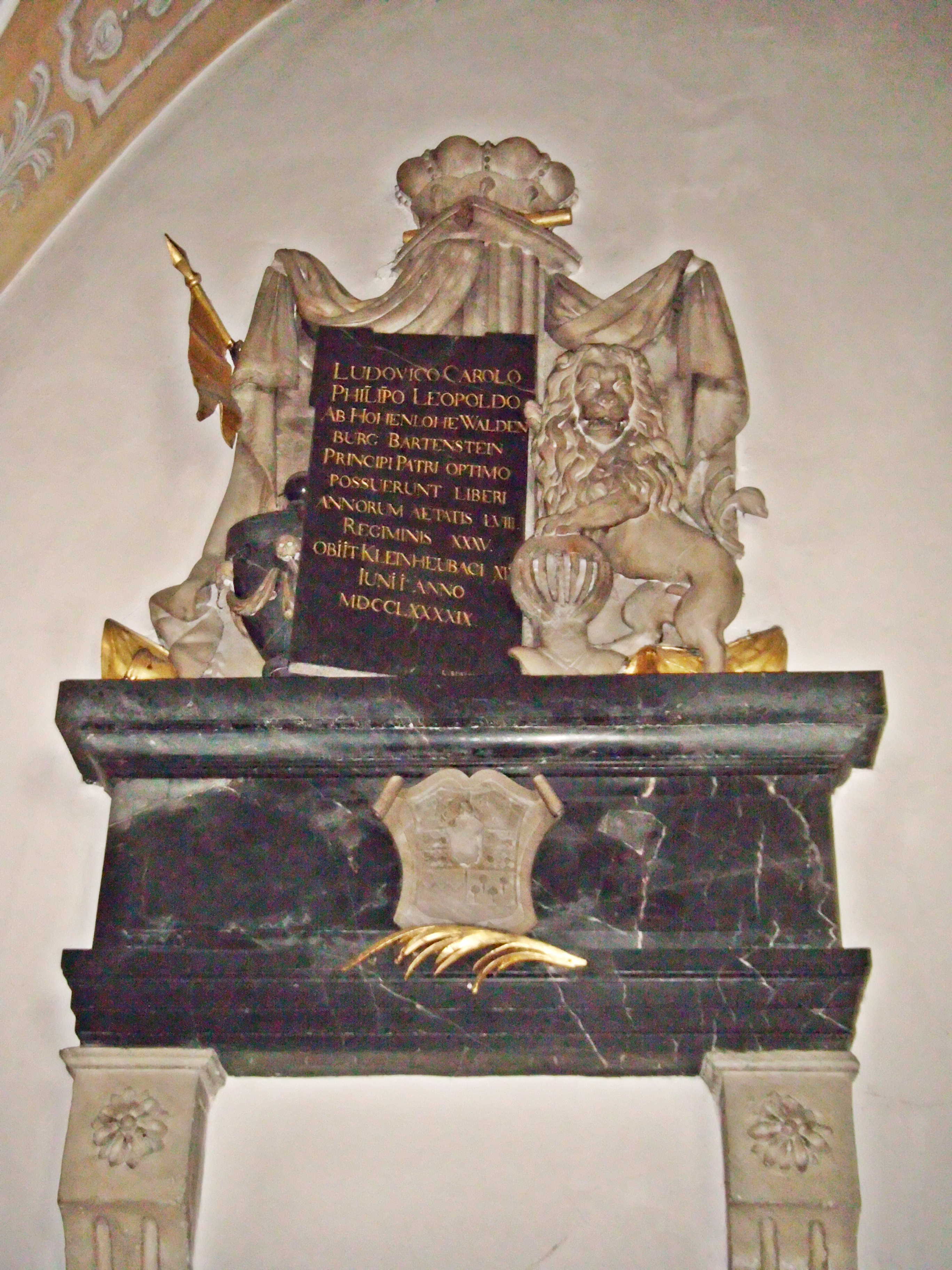
La tomba di Ludwig Carl von Hohenlohe-Waldenburg-Bartenstein

Al tempo della Rivoluzione Francese, molti nobili francesi fuggiti dal regno di Francia trovarono rifugio entro i confini del principato di Hohenlohe-Bartenstein che diede loro asilo politico, sostenendo attivamente la lotta contro i rivoluzionari in Francia. Le truppe monarchiche del principe Luigi Giuseppe di Borbone-Condé riorganizzarono il loro quartier generale a Bartenstein, mentre molti altri emigrée vennero ospitati a Gröningen, tra i quali anche il confessore di Luigi XVI, il gesuita padre Jean-Nicolas Beauregard, che vi morì nel 1804. Nel 1792 fu lo stesso principe Ludwig Carl a decidere di istituire un reggimento di cacciatori per combattere i rivoluzionari francesi; in poco tempo questo raggiunse le 900 unità di volontari, provenienti dai borghi di Pfedelbach, Bartenstein e Schillingsfürst.
Ludwig Carl morì il 14 giugno 1799, dopo essere caduto da cavallo, venendo poi sepolto nel monastero francescano di Engelberg dove si trovava il mausoleo della sua famiglia.

## Matrimonio e figli
Il 6 maggio 1757 il principe Ludwig Carl von Hohenlohe-Bartenstein sposò la contessa Josepha Friederike Polyxena Alexandrina von Limburg-Stirum (28 dicembre 1738 - 26 febbraio 1798). La coppia ebbe i seguenti figli:
- Sophia Caroline Josepha Philippina Maria Anna Lucia (13 dicembre 1758 – 20 gennaio 1836, Roma, sepolta nel Cimitero Teutonico), canonica di Thorn (Limburgo) fino al 1794
- Maria Anna Elisabetha Josepha (20 marzo 1760 – 11 giugno 1811)
- Marie Leopoldine Henriette (15 luglio 1761-15 febbraio 1807)
- Josepha Elisabetha Euphemia Rosina (11 marzo 1763-19 febbraio 1796)
- Ludwig Aloys Joachim Franz (18 agosto 1765-31 maggio 1829)
- Karl Joseph (12 dicembre 1766-6 luglio 1838), sposò Enrichetta Carlotta di Württemberg
- Franziska Luise Henriette Ambrosia (7 dicembre 1770-17 gennaio 1812)

## Ascendenza
|                                                                                        |                             |                                               | Genitori                                 |  |  | Nonni |  |  | Bisnonni                            |  |  | Trisnonni                                 |  |
|                                                                                        |                             |                                               |                                          |  |  |       |  |  | Christian von Hohenlohe-Bartenstein |  |  | Georg Friedrich von Hohenlohe-Bartenstein |  |
|                                                                                        |                             |                                               |                                          |  |  |       |  |  | Christian von Hohenlohe-Bartenstein |  |  | Georg Friedrich von Hohenlohe-Bartenstein |  |
|                                                                                        |                             | Dorothea Sophie zu Solms-Hohensolms           |                                          |  |  |       |  |  | Christian von Hohenlohe-Bartenstein |  |  |                                           |  |
| Philipp Karl von Hohenlohe-Bartenstein                                                 |                             |                                               |                                          |  |  |       |  |  | Christian von Hohenlohe-Bartenstein |  |  |                                           |  |
|                                                                                        |                             | Lucia von Hatzfeld                            | Hermann von Hatzfeld                     |  |  |       |  |  |                                     |  |  |                                           |  |
|                                                                                        |                             | Lucia von Hatzfeld                            | Hermann von Hatzfeld                     |  |  |       |  |  |                                     |  |  |                                           |  |
|                                                                                        |                             | Lucia von Hatzfeld                            | Maria Katharina Kammerer von Worms       |  |  |       |  |  |                                     |  |  |                                           |  |
| Karl Philipp Franz von Hohenlohe-Bartenstein, I principe di Hohenlohe-Bartenstein      |                             | Lucia von Hatzfeld                            |                                          |  |  |       |  |  |                                     |  |  |                                           |  |
|                                                                                        |                             | Carlo d'Assia-Wanfried                        | Ernesto d'Assia-Rheinfels                |  |  |       |  |  |                                     |  |  |                                           |  |
|                                                                                        |                             | Carlo d'Assia-Wanfried                        | Ernesto d'Assia-Rheinfels                |  |  |       |  |  |                                     |  |  |                                           |  |
|                                                                                        |                             | Carlo d'Assia-Wanfried                        | Marie Eleonore zu Solms-Hohensolms       |  |  |       |  |  |                                     |  |  |                                           |  |
| Sofia Leopoldina d'Assia-Rheinfels-Wanfried                                            |                             | Carlo d'Assia-Wanfried                        |                                          |  |  |       |  |  |                                     |  |  |                                           |  |
|                                                                                        |                             | Alexandrina Juliana von Leiningen             | Emich XII von Leiningen                  |  |  |       |  |  |                                     |  |  |                                           |  |
|                                                                                        |                             | Alexandrina Juliana von Leiningen             | Emich XII von Leiningen                  |  |  |       |  |  |                                     |  |  |                                           |  |
|                                                                                        |                             | Alexandrina Juliana von Leiningen             | Dorothea von Waldeck-Wildungen           |  |  |       |  |  |                                     |  |  |                                           |  |
| Ludwig Carl von Hohenlohe-Waldenburg-Bartenstein, II principe di Hohenlohe-Bartenstein |                             | Alexandrina Juliana von Leiningen             |                                          |  |  |       |  |  |                                     |  |  |                                           |  |
|                                                                                        | Federico II d'Assia-Homburg | Federico I d'Assia-Homburg                    |                                          |  |  |       |  |  |                                     |  |  |                                           |  |
|                                                                                        | Federico II d'Assia-Homburg | Federico I d'Assia-Homburg                    |                                          |  |  |       |  |  |                                     |  |  |                                           |  |
|                                                                                        | Federico II d'Assia-Homburg | Margherita Elisabetta di Leiningen-Westerburg |                                          |  |  |       |  |  |                                     |  |  |                                           |  |
| Ludovico Giorgio d'Assia-Homburg                                                       | Federico II d'Assia-Homburg |                                               |                                          |  |  |       |  |  |                                     |  |  |                                           |  |
|                                                                                        |                             | Sofia Sibilla di Leiningen-Westerburg         | Giovanni di Leiningen-Westerburg         |  |  |       |  |  |                                     |  |  |                                           |  |
|                                                                                        |                             | Sofia Sibilla di Leiningen-Westerburg         | Giovanni di Leiningen-Westerburg         |  |  |       |  |  |                                     |  |  |                                           |  |
|                                                                                        |                             | Sofia Sibilla di Leiningen-Westerburg         |                                          |  |  |       |  |  |                                     |  |  |                                           |  |
| Sofia Federica d'Assia-Homburg                                                         |                             | Sofia Sibilla di Leiningen-Westerburg         |                                          |  |  |       |  |  |                                     |  |  |                                           |  |
|                                                                                        |                             | Vollrath von Limpurg-Speckfeld                | Georg Friedrich von Limpurg-Speckfeld    |  |  |       |  |  |                                     |  |  |                                           |  |
|                                                                                        |                             | Vollrath von Limpurg-Speckfeld                | Georg Friedrich von Limpurg-Speckfeld    |  |  |       |  |  |                                     |  |  |                                           |  |
|                                                                                        |                             | Vollrath von Limpurg-Speckfeld                | Magdalena Elisabeth von Hanau-Munzenberg |  |  |       |  |  |                                     |  |  |                                           |  |
| Christine Magdalena von Limpurg-Speckfeld                                              |                             | Vollrath von Limpurg-Speckfeld                |                                          |  |  |       |  |  |                                     |  |  |                                           |  |
|                                                                                        |                             | Sophie Eleonore von Limpurg-Gaildorf          | Johann Wilhelm von Limpurg-Gaildorf      |  |  |       |  |  |                                     |  |  |                                           |  |
|                                                                                        |                             | Sophie Eleonore von Limpurg-Gaildorf          | Johann Wilhelm von Limpurg-Gaildorf      |  |  |       |  |  |                                     |  |  |                                           |  |
|                                                                                        |                             | Sophie Eleonore von Limpurg-Gaildorf          | Maria Juliana zu Hohenlohe-Langenburg    |  |  |       |  |  |                                     |  |  |                                           |  |
|                                                                                        |                             | Sophie Eleonore von Limpurg-Gaildorf          |                                          |  |  |       |  |  |                                     |  |  |                                           |  |